# Punta di Spanu
Punta di Spanu est le nom d'un site naturel maritime protégé sur la commune de Lumio en Haute-Corse, entre Calvi et l'Île Rousse.

## Situation

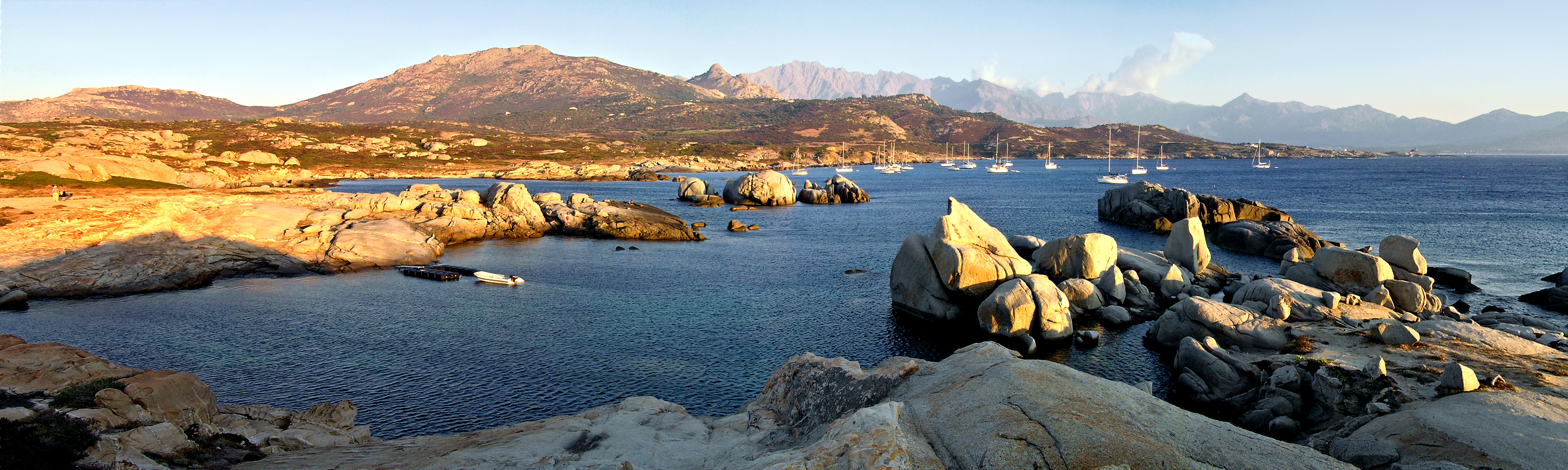
Panorama de la baie d'Algajo

Le site naturel de Punta di Spanu est situé, comme son nom l'indique, à la punta Spano (punta di Spanu en Corse), au bord de la mer. Il est divisé en trois parties : la partie centrale qui couvre la majeure partie de la pointe, une petite parcelle à l'extrême sud et l'îlot de Spano. Il est accessible par une piste et longé par la voie ferrée des Chemins de fer de Corse. Seule habitation du site, un restaurant situé à côté du parking terminal, est ouvert épisodiquement.
À l'ouest se trouve la baie d'Algajo et à l'est la marine de Sant'Ambroggio. Le site a failli être urbanisé, puisqu'une petite route et même un lotissement avaient commencé à être construits. Entretemps le conservatoire du littoral a acquis une bonne partie de la pointe, faisant alors démolir les logements commencés pour rendre au site son aspect initial.
Le site couvre 65 hectares. C'est une côte rocheuse formant un spectaculaire chaos de gros blocs de pierre, constituée de roches cristallines résistantes, balayée par les vents d'ouest dominants. La mer et les vents y ont sculpté les rochers, certains creusés de taffoni leur donnant des formes remarquables.
En saison, les criques sont très fréquentées par les touristes.

## Accès
On arrive à Spano depuis la RN 197 en empruntant la route menant à la Marine de Sant'Ambroggio, puis en suivant la direction « Spanu » sur les panneaux indicateurs à partir d'un rond-point décoré d'une ancre de marine.
On peut également y arriver par train, depuis Calvi ou de L'Île-Rousse, les Chemins de fer de Corse ayant prévu deux haltes à proximité : Giorgio et Club-Med Cocody.
L'espace peut être parcouru à pied et à VTT.

## Gestion
Ouvert au public, le site est un territoire sensible car il est très fréquenté en période touristique. Il permet à de nombreux visiteurs de contempler des paysages somptueux où se mélangent volontiers les facettes naturelles et culturelles du territoire.
Il est repris à l'inventaire national du patrimoine naturel sous l'appellation SPANU (FR1100051).
Créé le 14 avril 1982, le site appartient au Conservatoire de l'espace littoral et des rivages lacustres qui le gère avec la participation du département de la Haute-Corse.

## Faune et flore
Le site permet d'apprécier une végétation endémique dense et variée ainsi que de nombreuses espèces végétales et animales protégées par le Conservatoire du Littoral.
À noter la présence importante des griffes de sorcière (Carpobrotus edulis) aux fleurs de couleurs variées (blanche, rose, jaune) qui ont envahi une grande partie des landes du site. Leur présence est indésirable car elles étouffent toute la flore locale : séneçon cinéraire, criste marine, immortelle d'Italie, santoline petit cyprès (santolina chamaecyparissus), etc.

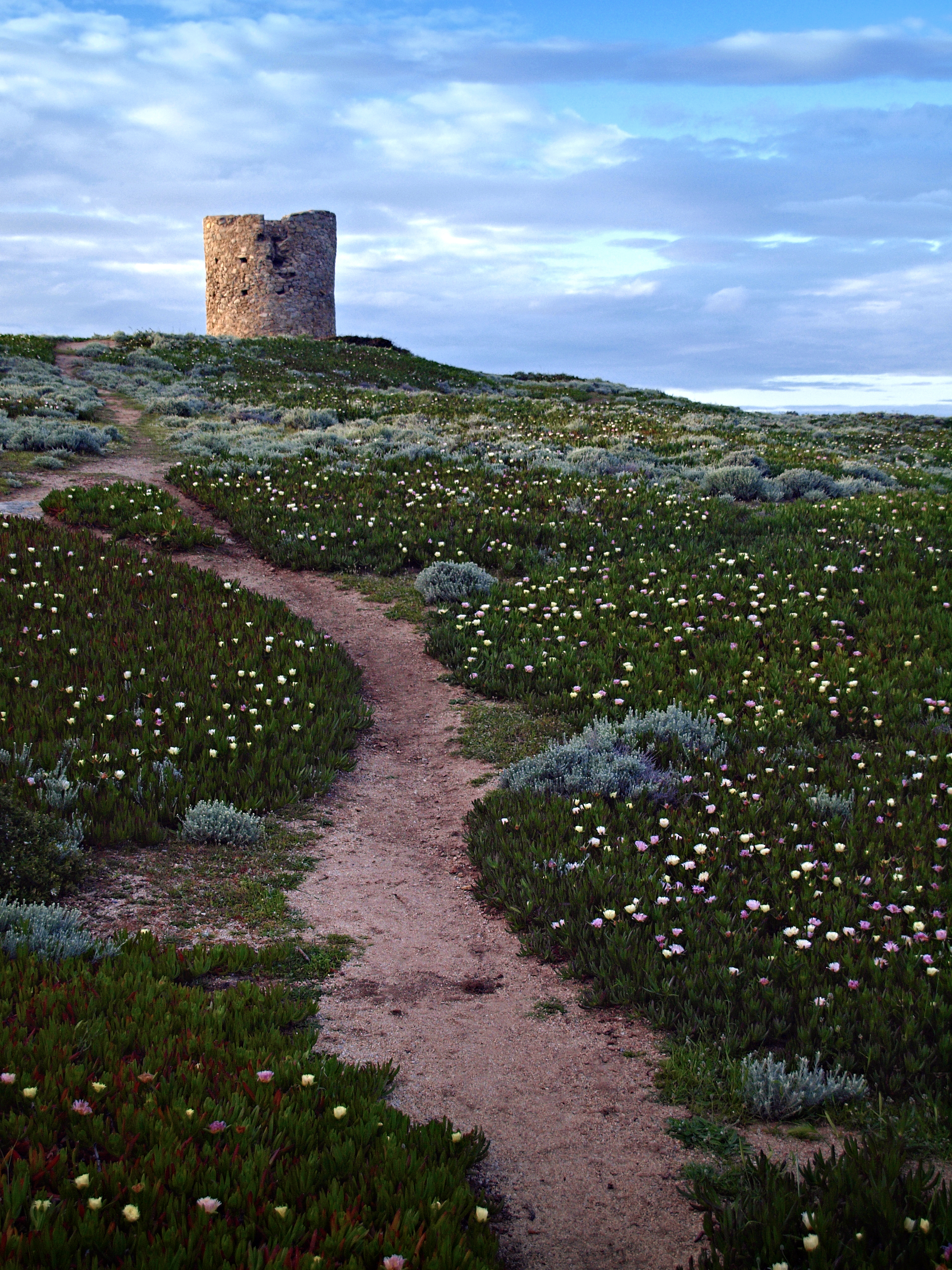
Parterre de griffes de sorcière.
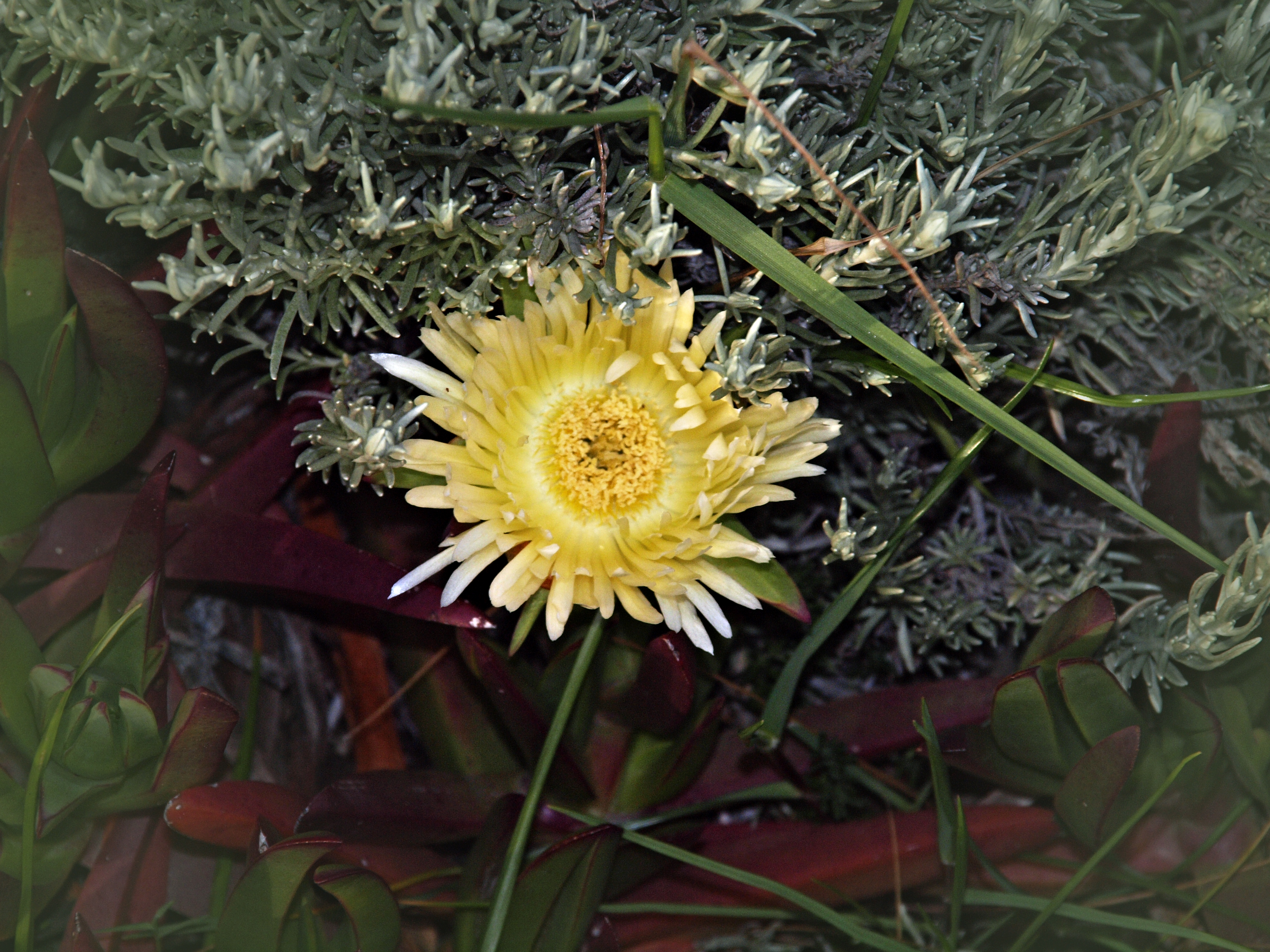
Griffe de sorcière : fleur jaune.
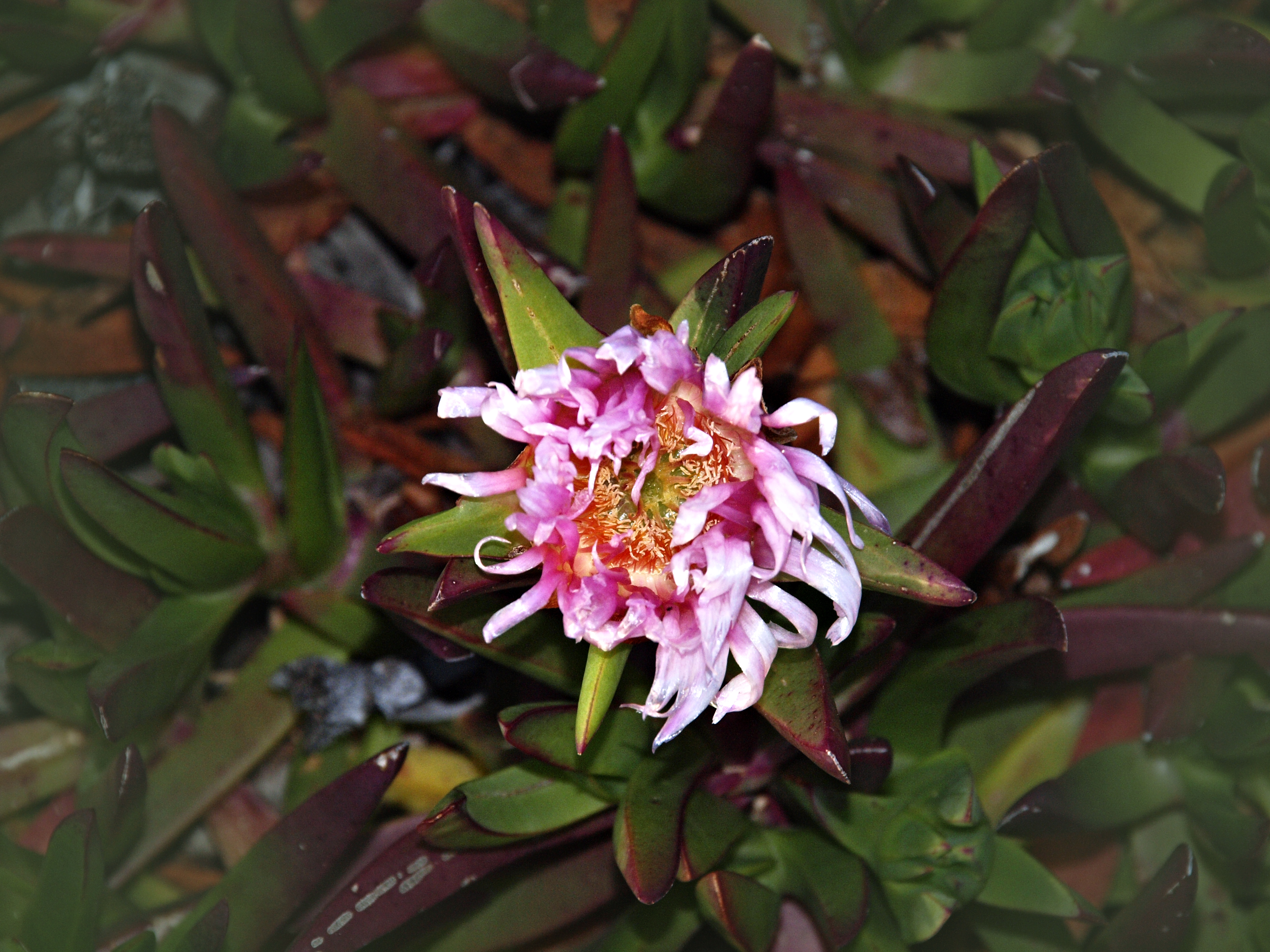
Griffe de sorcière : fleur rose.
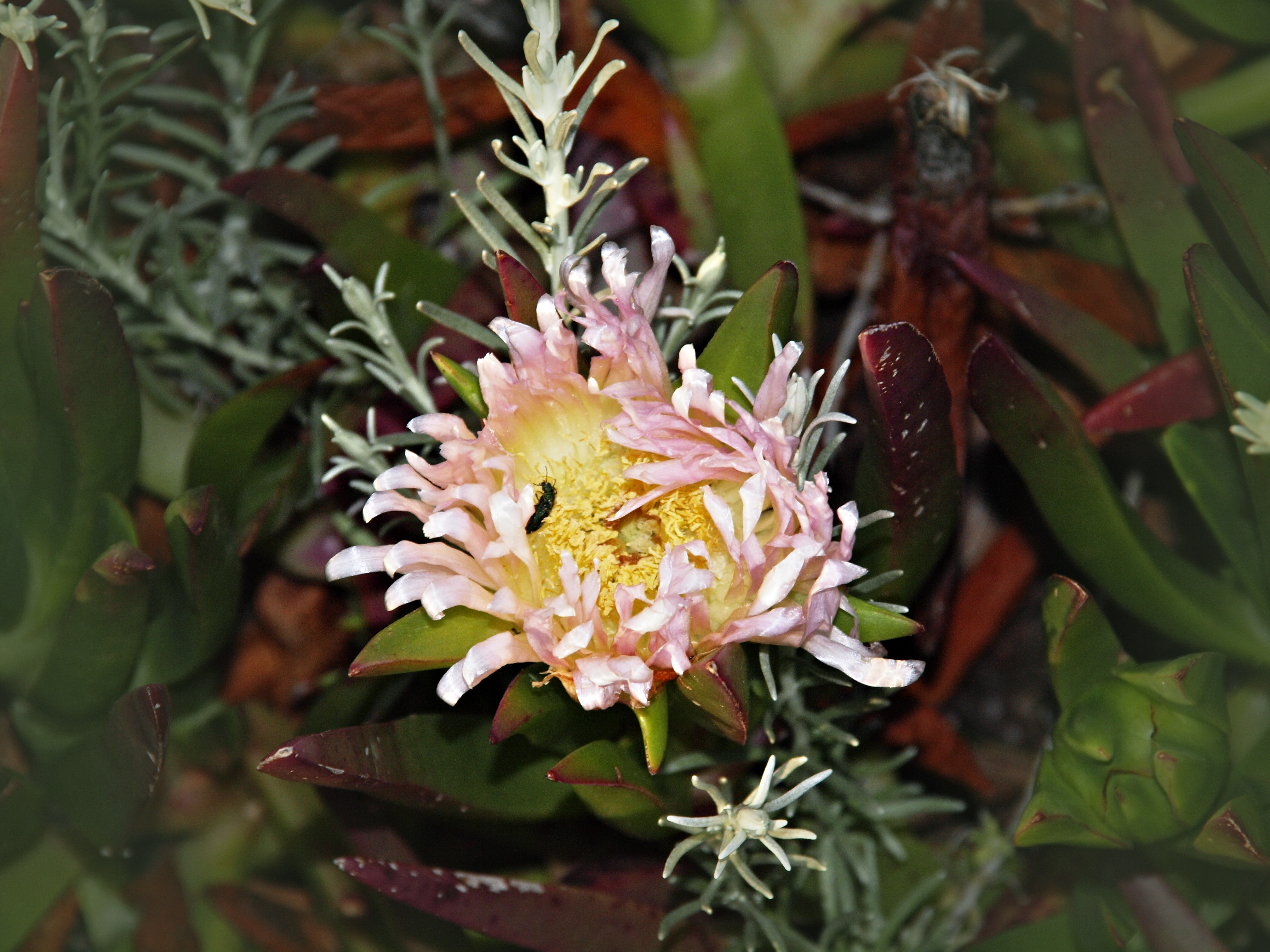
Griffe de sorcière : fleur rose.
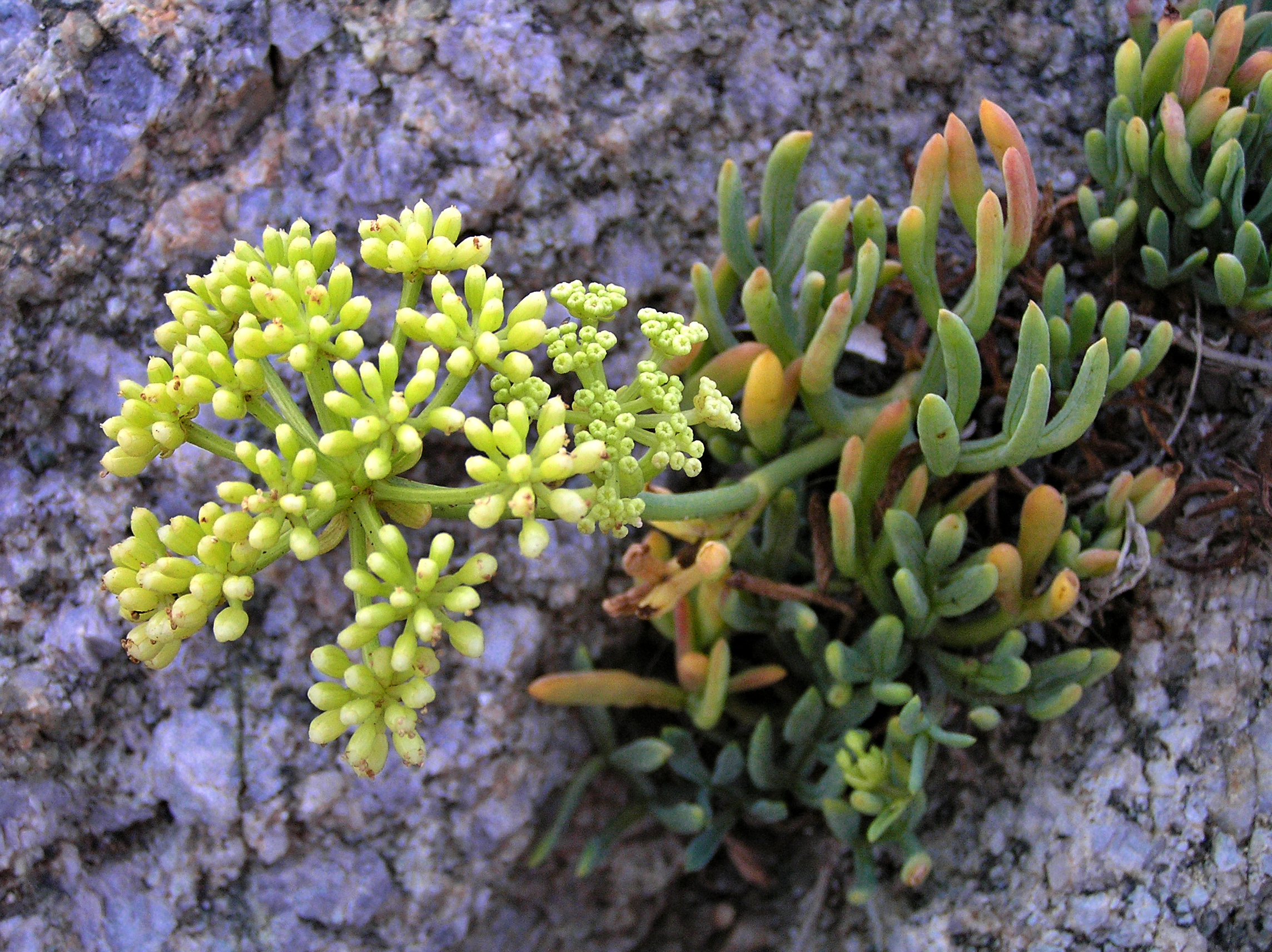
Criste marine.

## Histoire
En fin du XIe siècle, existait la villa de Spano. La documentation écrite révèle l'existence, à la fin de ce siècle, d'un grand nombre d'édifices de culte privés, aux mains des riches propriétaires terriens, notamment de la famille De Pino, et des marquis. L'archéologie a permis de montrer que ces édifices, parfois de qualité et édifiés en pierre de taille comme San Nicolao de Spano, ont été construits au plus tôt durant la seconde moitié du XIe siècle.
Existaient alors deux églises médiévales toujours associées : Sant'Ambrogio de Spano, église principale ou piévane, et San Nicolao église annexe, qui sont offertes au monastère San Venerio del Tino par des personnages de la famille de Pino vers la fin du XIe siècle, entre 1090 et 1100.
Au XVIe siècle la Punta di Spanu a été dotée d'une tour génoise de guet, ronde et de petite taille, assez bien conservée, la tour de Spano.
En fin du XXe siècle, un terrain de golf avait été aménagé sur la pointe de Spano. Ce parcours n'existe plus ; de nos jours, seules subsistent les infrastructures en dur, lesquelles avaient abrité durant quelques années un restaurant à l'enseigne "Au Rocher".

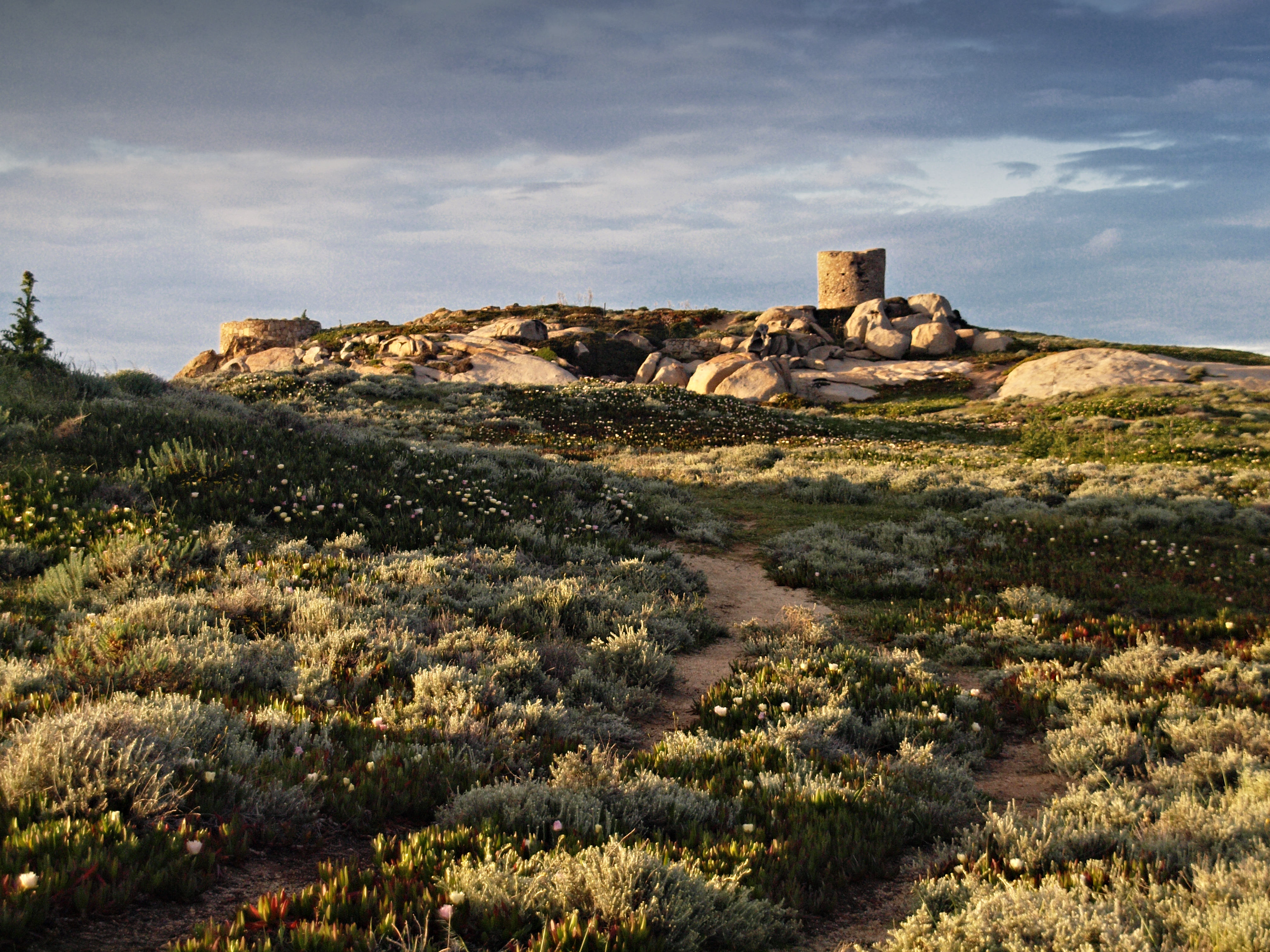
Tour génoise de Spano 1.
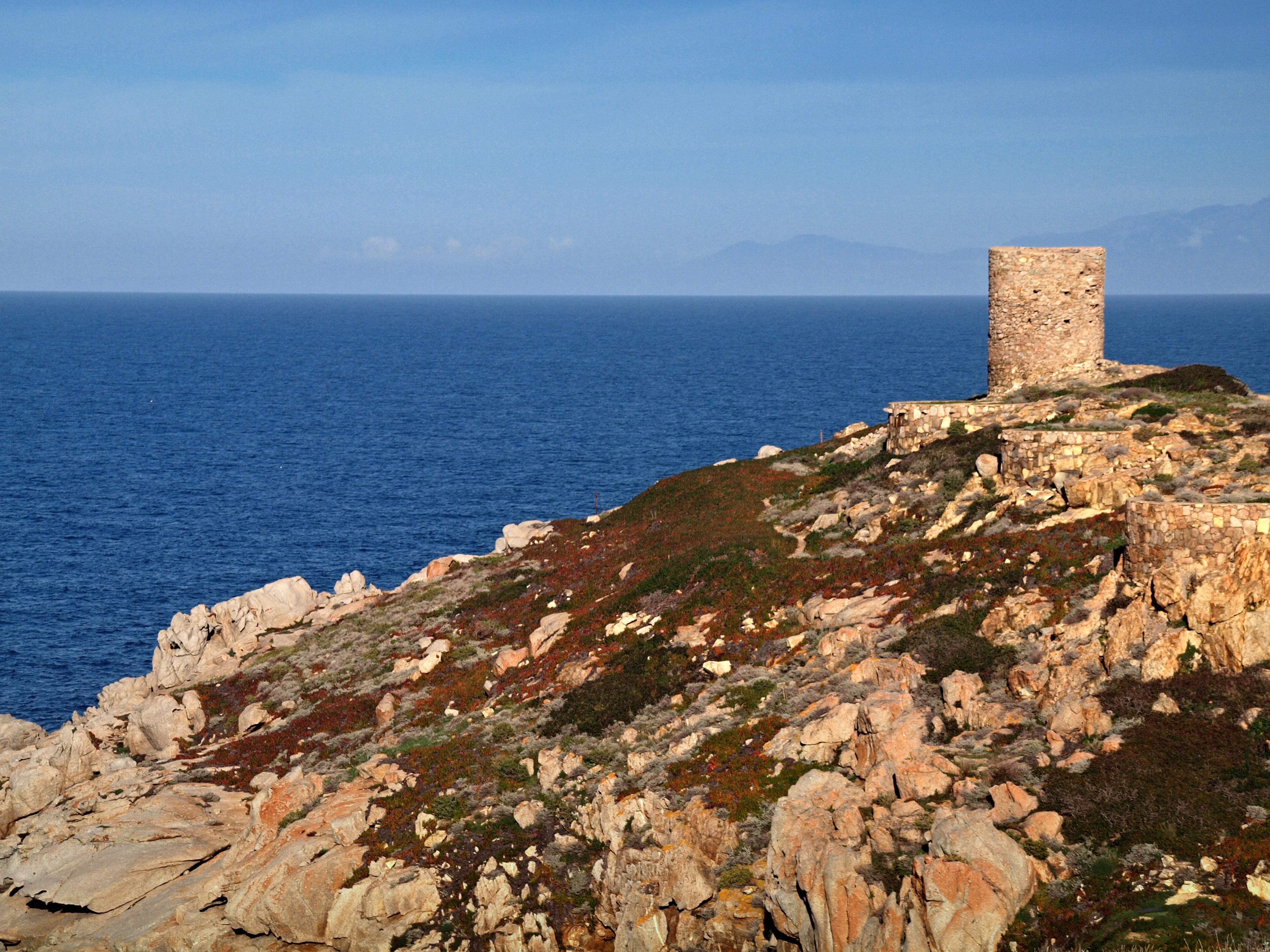
Tour génoise de Spano 2.
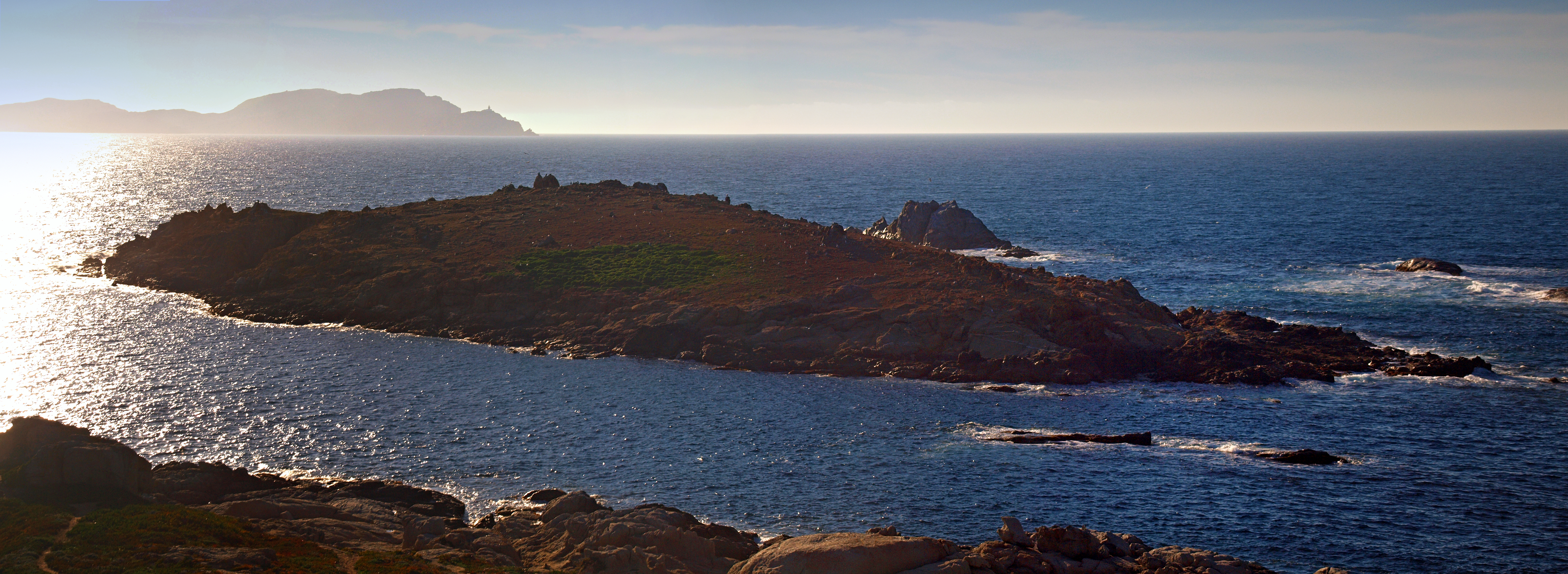
Îlot de Spano.